# 7126 Cureau
7126 Cureau este un asteroid din centura principală de asteroizi.

## Descriere
7126 Cureau este un asteroid din centura principală de asteroizi. A fost descoperit pe 8 aprilie 1991 la Observatorul La Silla de Eric Walter Elst. El prezintă o orbită caracterizată de o semiaxă mare de 2,84 ua, o excentricitate de 0,07 și o înclinație de 1,3° în raport cu ecliptica.